# Luka Stojanović
Pour les articles homonymes, voir Stojanović.
Luka Stojanović (en serbe : Лукa Cтojaнoвић), né le 4 janvier 1994 à Belgrade, est un footballeur serbe. Il joue en tant que milieu de terrain.

## Carrière en club
Le 6 octobre 2012, Luka Stojanović réalise ses débuts avec le Sporting B, avec une victoire 2-0 contre le FC Porto B en deuxième division portugaise. Il rentre en jeu en remplaçant João Mário. Il dispute 22 matchs en faveur de l'équipe réserve du Sporting Portugal, inscrivant un but.
Le 1er septembre 2014, Stojanović est transféré à l'Apollon Limassol, après 2 saisons au Portugal.
Lors de sa première saison (2014-2015) joué pour l'Apollon Limassol, Stojanović marque 4 buts en 19 matchs. Le 27 octobre, il réalise ses débuts avec l'Apollon Limassol lors d'un match contre l'Ethnikos Achnas, et il marque son premier but par la même occasion.
Durant la saison 2015-2016, il joue les qualifications de la Ligue Europa avec l'Apollon Limassol contre le club moldave du FC Saxan. En seconde mi-temps, il marque son premier but dans une compétition organisée par l'UEFA.

### Royal Excel Mouscron
Le 17 juillet 2016, Stojanović est prêté en Division 1 belge, au Royal Excel Mouscron, pour une saison.

### Fire de Chicago
En février 2020, quelques jours avant le lancement de la saison 2020 de Major League Soccer, il s'engage en faveur du Fire de Chicago. En novembre 2021, à l'issue de la saison 2021, l'option de son contrat n'est pas exercée et il se retrouve donc libre.

## Palmarès
- Apollon Limassol
  - Vainqueur de la Coupe de Chypre en 2016.